# Sérdika (distrito)
Serdika o Serdica es el nombre romano histórico de Sofía, ahora la capital de Bulgaria, y también es el nombre de un distrito (en búlgaro: Сердика [ˈsɛrdikɐ]) ubicado en el centro de la ciudad.

## Distrito de Sofía
Serdika es uno de los 24 distritos administrativos del municipio de Sofía. Está ubicado en el centro de la capital y une los barrios Fondovi Zhilishta, Banishora, Orlandovtsi, Malashevtsi, Benkovski y la parte central del barrio Draz. En ella nacieron los escritores Emil Manov y Pavel Vezhinov.  Alberga una casa-museo de Vasil Levski, así como muchas escuelas y centros comunitarios y la escuela de arte "Nikolai Raynov". Hay una gran cantidad de nuevas construcciones de edificios residenciales en la zona.  Este es uno de los distritos más antiguos de la provincia de Sofía-Ciudad. Grandes calles de la ciudad de Sofía pasan por el lugar, como el bulevar Maria Luisa y la calle Georgi Rakovski. El trolebús número 9 a Borovo, el número 7 a Lyulin y otros pasan por la zona.  En el sitio hay un centro comunitario "Fakel" (anteriormente "Vaska Nencheva"), que es uno de los más antiguos de Sofía.  También en la zona se encuentran la Estación de Autobuses, la Estación Central de Sofía, el Cementerio Central de Sofía, la Prisión Central de Sofía y muchos hoteles.  La calle Slivnitsa y el río Vladayska: el "canal" es la frontera con la región de Oborishte. El famoso Lavov most (Puente del León) también se encuentra en la zona.
Tiene una superficie de 17,53 km² que representa el 1,3% de la superficie total del Municipio Capital y el 8,8% de la ciudad propiamente dicha.  A partir de 2006 Serdica tiene una población de 52.918.